# Donald Pierson
Donald Pierson (Indianápolis, 8 de setembro de 1900 — Leesburg, 13 de outubro de 1995) foi um sociólogo estado-unidense.

## Biografia
Obteve seu doutorado pela Universidade de Chicago em 1939, com uma tese sobre as relações raciais na Bahia baseada numa estadia de 1935 pesquisa se prolongou até 1937. Depois, permaneceu como professor na Escola de Sociologia e Política de São Paulo até 1959. O seu livro Negroes in Brazil, a Study of Race Contact at Bahia, de 1942, baseado na tese, contém principalmente quadros numéricos classificando pessoas por tipo racial, para concluir que embora os negros ocupassem os degraus  inferiores da escala social brasileira, não havia o racismo tal como definido nos Estados Unidos. O autor consagra dois capítulos à cultura de origem africana.
Na Escola de Sociologia e Política de São Paulo, coordenou pesquisas e estudos, dentre esses estudos e pesquisas, destacam-se Cruz das Almas: A Brazilian Village (1951) e O Homem no Vale do São Francisco (1972), ambos integrantes do programa de Estudos de Comunidade, o primeiro programa de pesquisas levado a cabo pela sociologia paulista.
Donald Pierson foi colega de Emilio Willems na Escola de Sociologia e Política de São Paulo, e teve no filósofo alemão Georg Simmel uma importante referência teórica,  a perspectiva do interacionismo simbólico, sob a influência de George Herbert Mead, Robert E. Park e Robert Redfield.

## Obras e publicações
- Cruz das Almas: A Brazilian Village (Washington Smithsonian Institution), 1951.
- Survey of the Literature on Brazil of Sociological Significance Published up to 1940 (Cambridge: Harvard University Press), 1945.
- Race Relations in Portuguese America (capítulo em Race Relations in Wolrd Perspective - University of Hawaii Press), 1955.
- Negroes in Brazil: A Study of Race Contact at Bahia (University of Chicago Press), 1942.
 Edição brasileira: Brancos e pretos na Bahia - estudo de contato racial. Com prefácios de Arthur Ramos e Robert E. Park.  Companhia Editora Nacional, 1945 (disponível em  Brasiliana Eletrônica).
- Estudos de Ecologia Humana (organizador). São Paulo, 1942.
- Estudos de Organização Social (org.). São Paulo, 1949.
- Teoria e Pesquisa em Sociologia. São Paulo: Melhoramentos,  1965.